# Monts Țarcu
Les monts Țarcu (roumain : Munții Ṭarcu) sont une chaîne de montagnes située au sud-ouest de la Roumanie, à l'extrémité ouest des Carpates méridionales. Ils sont situés entre la vallée de la Bistra (au sud), la rivière Timiș  (à l'est), les monts Godeanu (au nord-ouest) et la vallée du Raul Mare (à l'ouest), le dernier étant une barrière entre eux et les monts Retezat.
Les monts Țarcu ont été déclarés aire protégée Natura 2000 en 2007 en raison de leur riche biodiversité et de leur nature unique. Ils forment avec les monts Retezat, les monts Godeanu et les monts Cernei, le dernier paysage forestier intact européen, avec les forêts boréales de Scandinavie et de Russie.

## Géographie

### Sommets principaux
- Vârful Căleanu, 2 196 mètres.
- Vârful Pietrii, 2 192 mètres, dominant le lac Bistra.
- Vârful Țarcu, 2 190 mètres, avec une station météorologique sur son sommet.
- Muntele Mic, 1 802 mètres, avec une station de ski.
- Măgura Marga, 1 503 mètres, dominant la commune de Marga.
- Vârful Cuntu, 1 441 mètres, avec une station météorologique à proximité.

### Géologie
La chaîne est principalement constituée de roches cristallines, avec quelques zones de roches sédimentaires. Les montagnes ont un aspect massif et sont entrecoupées de vallées étroites. Le calcaire ne se rencontre que dans quelques endroits. L'érosion a fragmenté plusieurs plateaux très importants, tel le plateau Borăscu.
Des glaciers étaient présents pendant les glaciations, laissant des cirques et des petits lacs glaciaires, comme le lac Bistra.

### Climat
En raison des influences climatiques occidentales, la quantité de précipitations dans les monts Țarcu est assez importante. La neige peut tomber à des altitudes supérieures à 1 500 mètres, à tout moment de l'année, alors que le manteau neigeux persiste habituellement d'octobre ou novembre à juin ou même juillet dans les cirques glaciaires des plus hauts sommets.

### Faune
En mai 2014, les 17 premiers bisons d'Europe ont fait l'objet d'une réintroduction dans la réserve de Măgura Zimbrilor, à l'intérieur de la vallée de la rivière Blanche (Râului Alb), sur la commune d'Armeniş, dans le cadre d'un projet de l'ONG Rewilding Europe, l'association Altitude faisant partie des initiateurs et des partenaires locaux.
Ensuite, d'autres bisons devraient venir depuis des élevages, notamment celui du domaine des grottes de Han et, après une période d'hébergement, certains d'entre eux devraient être également relâchés dans les monts Țarcu, classés Natura 2000.